# Фінансьє
Фінансьє (фр. financier, «фінансист») — невеликий французький мигдалевий кекс, приправлений пряженим маслом (beurre noisette), що зазвичай випікається у невеликій формі. Легкий і вологий, з хрусткою скоринкою, що нагадує яєчну шкаралупу, фінансьє також містить яєчні білки, борошно та цукрову пудру. Форма кексу зазвичай це невеликі прямокутні буханці, за розміром схожі на птіфур..
Спочатку розроблений орденом черниць візитанток (тому його іноді називають «візитандином», фр. visitandine) у XVII столітті, фінансьє був популяризований у XIX столітті. Здобув нову популярність у двохтисячних.

## Назва
Назва «фінансьє», як то кажуть, походить від традиційної прямокутної форми, яка нагадує зливок золота.
Згідно з іншим поясненням, кекс став популярним у фінансовому районі Парижа, що оточує Паризьку фондову біржу, оскільки кекс можна було легко зберігати у кишені протягом тривалого часу..

## Рецепт

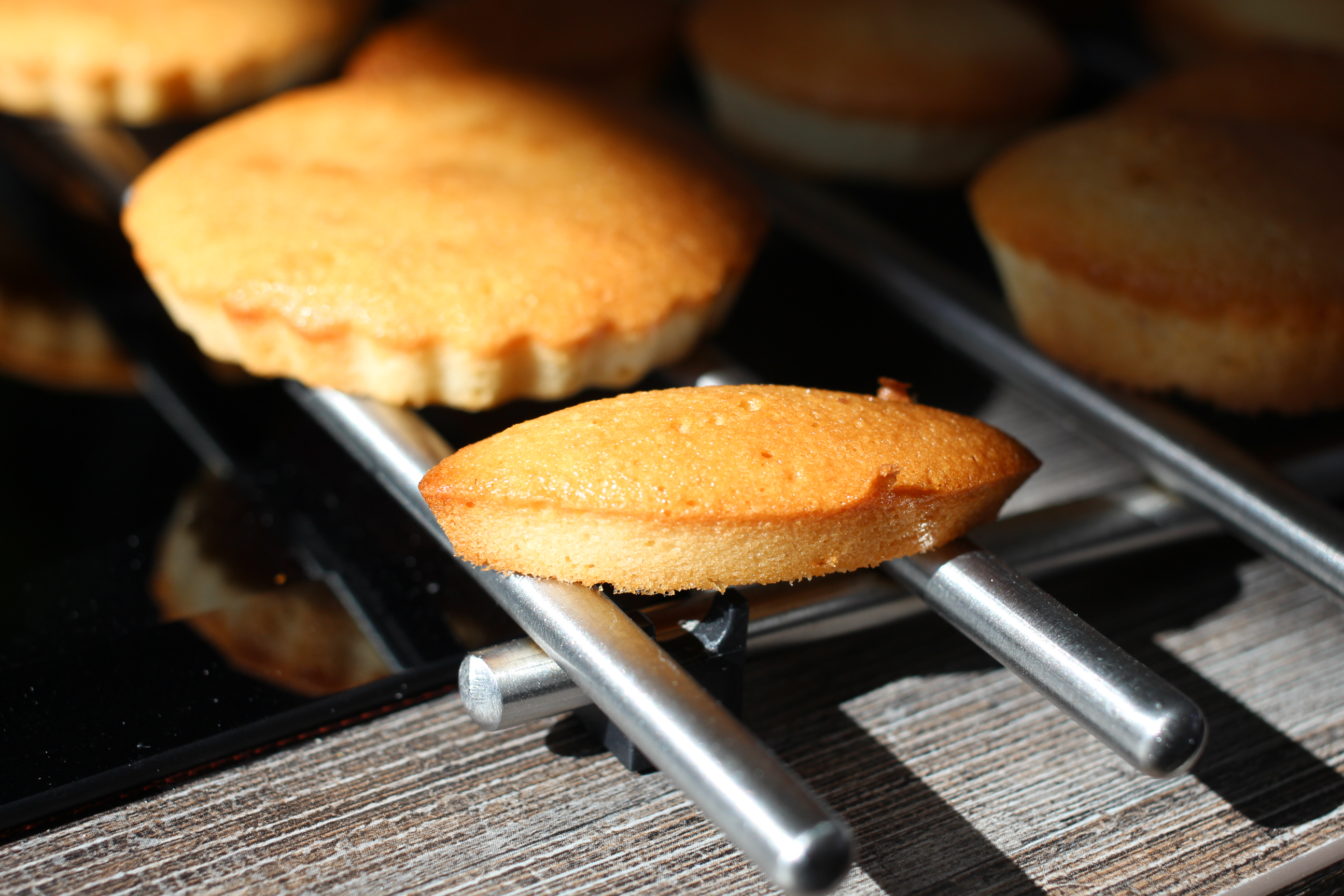
Варіант фінансьє

Найпопулярнішим варіантом є рецепти менш щільного бісквітного пирога, в якому:
- співвідношення цукру/олії/борошна-мигдалю/яєць варіюється в залежності від кухаря, з переважанням меншої кількості борошна.
- борошно наполовину і більше замінено меленим мигдалем чи мигдалевим борошном, іноді фундуком;
- цукор часто використовують у вигляді цукрової пудри;
- пряжене масло потрібно додати до або після яєчних білків;
- використовуються тільки яєчні білки, що додаються останніми.

Ідеальним супроводом є заварний крем, який дозволяє використовувати яєчні жовтки, що залишилися.
Фінансьє також готують із різними наповнювачами: лимон, апельсин, вишня, малина, шоколад.

## Галерея

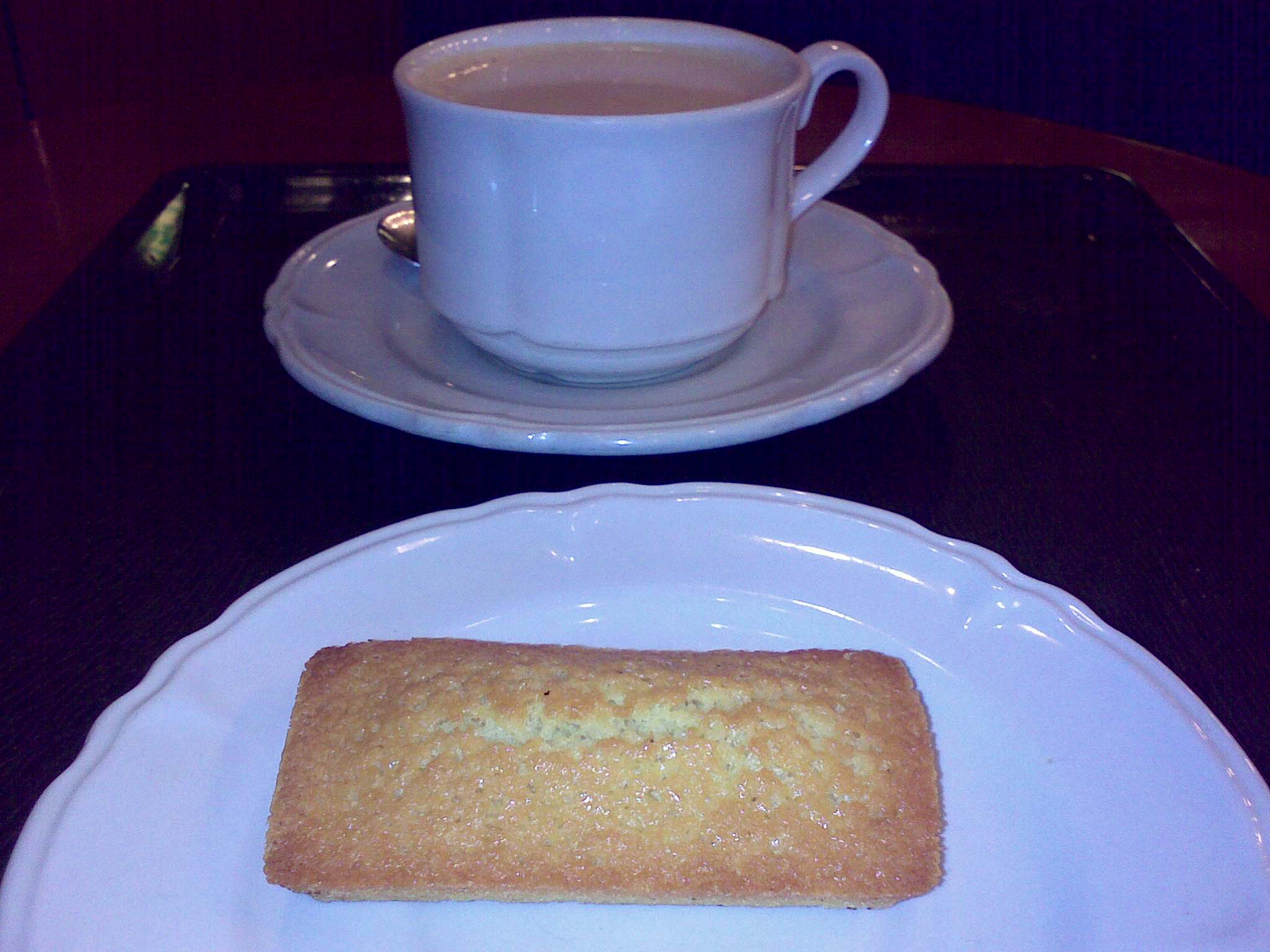
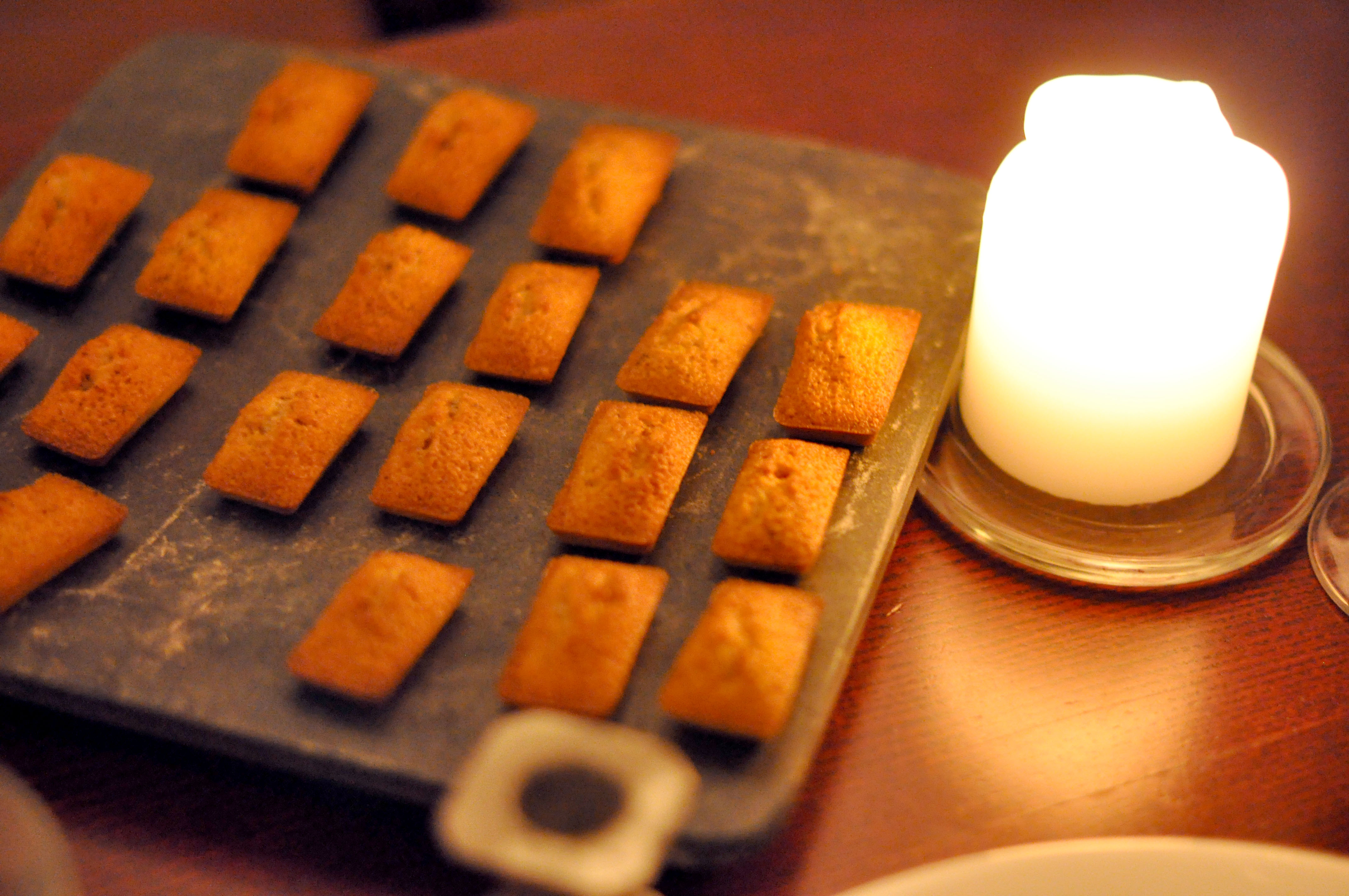
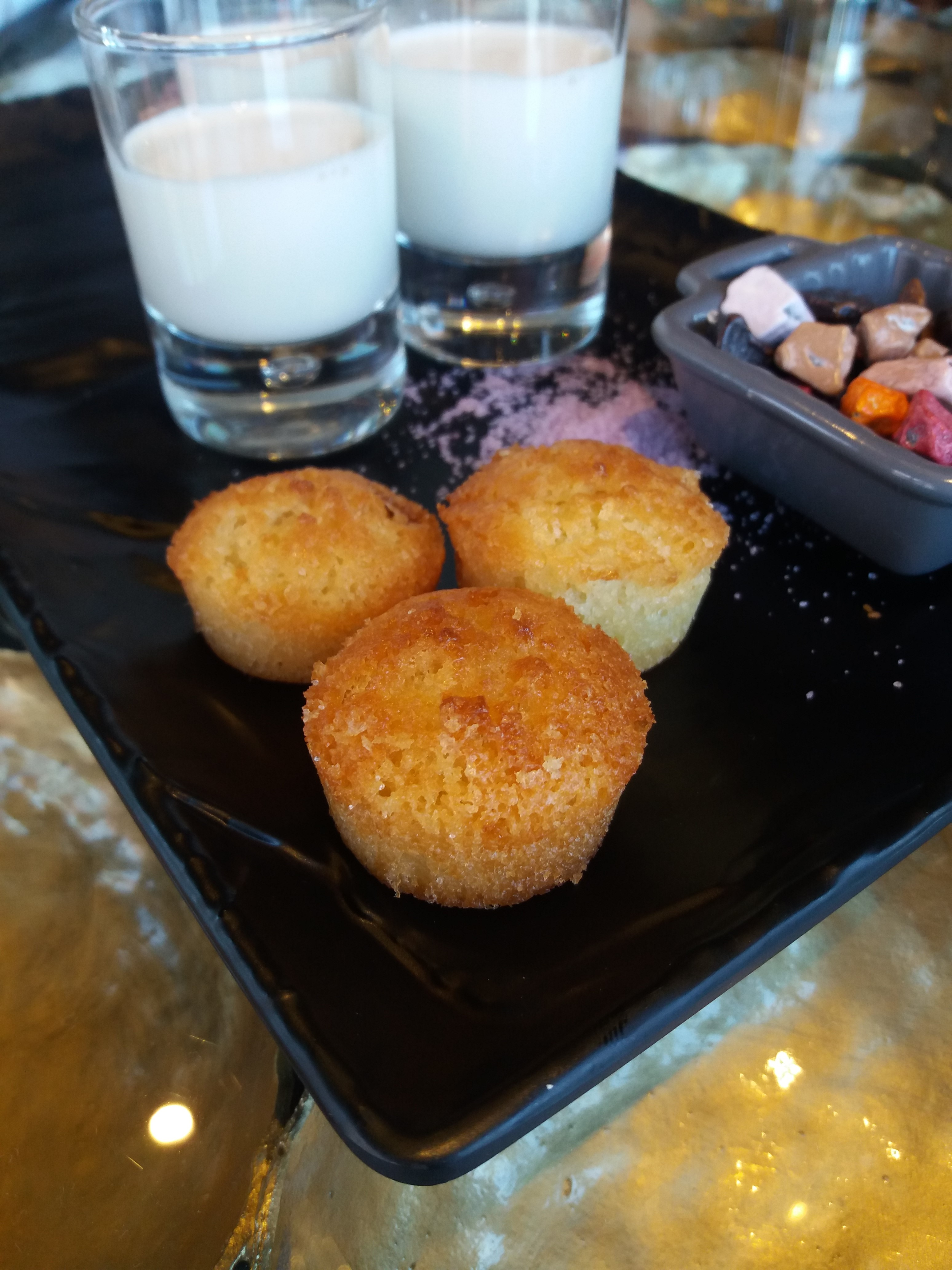
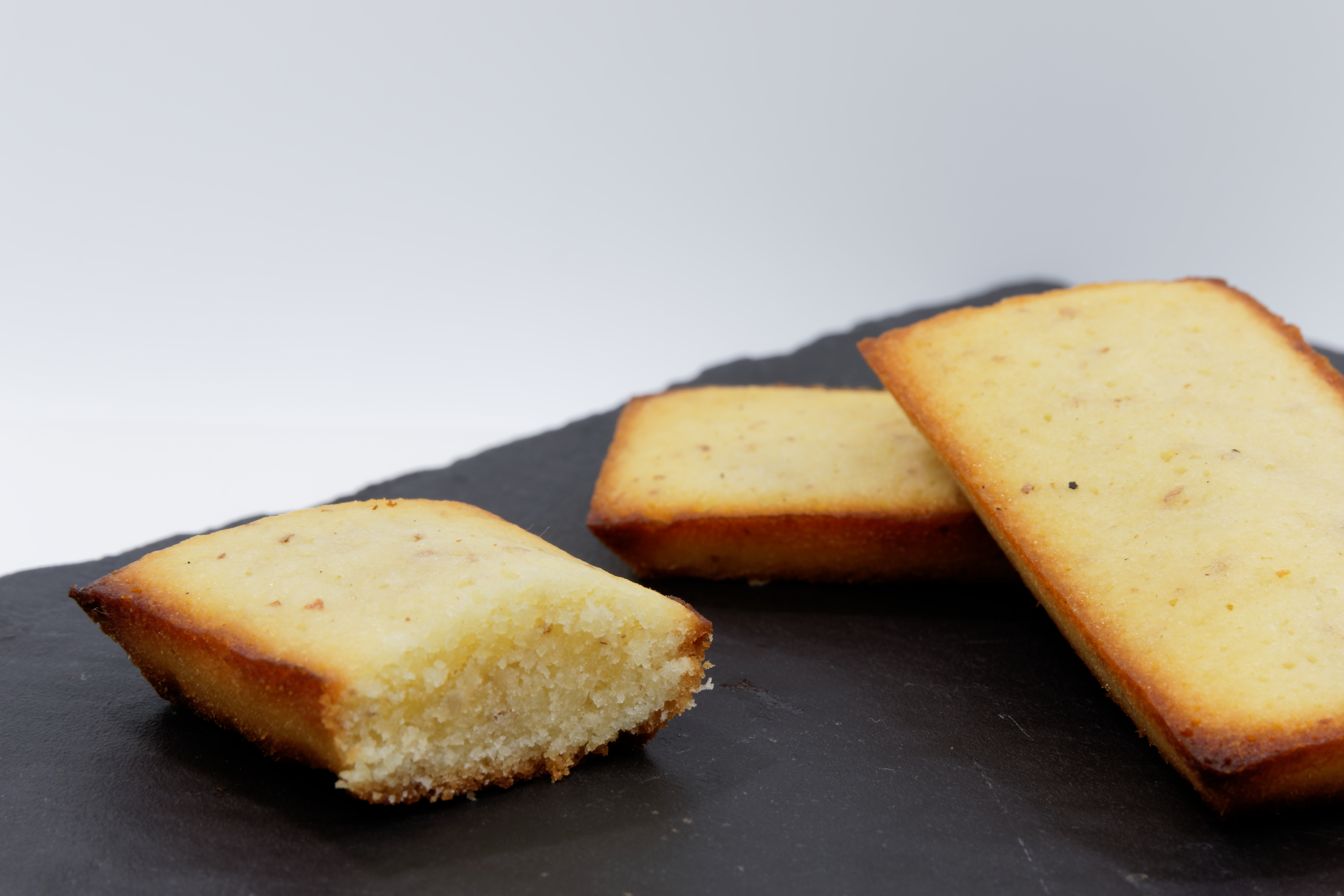
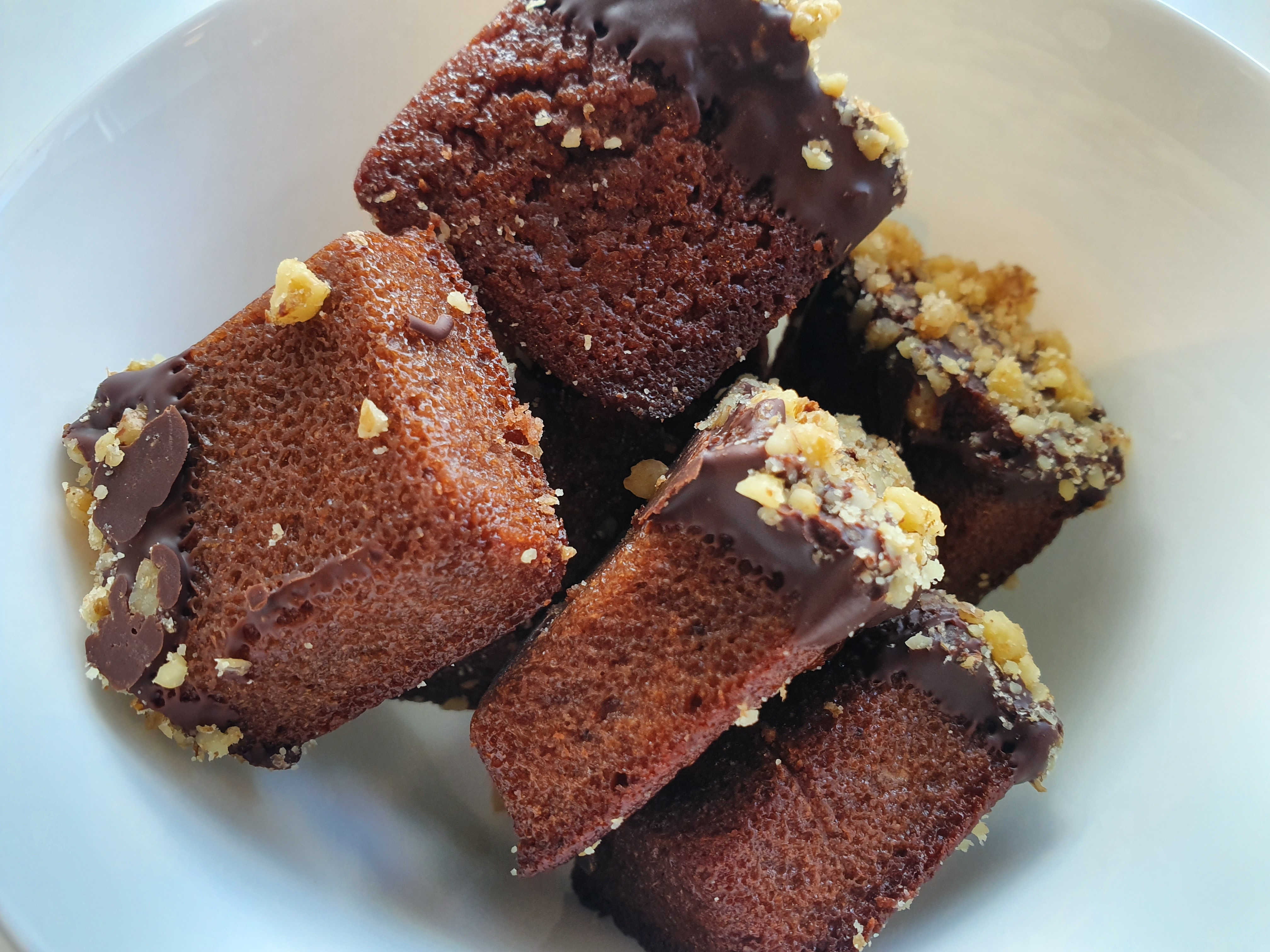